# 舞浜りか
舞浜 りか（まいはま りか、1994年12月21日 - ）は日本の 元女優、元ファッションモデル、元アイドル、元タレント。愛知県出身。

## 略歴
- 上京し、舞妓・芸妓の経験を経て、有限会社グリーン&ウォーターに所属していた。
- 趣味：舞台・映画・アニメ観賞、音楽観賞、ダンス、歌、図書館巡り、二胡
- 特技：クラリネット、水泳、料理、着付け、開脚、Y字バランス、ダンス（バレエ・ジャズ・日舞・フラ）、日本髪を結うこと。
- 資格：保育検定1級、秘書検定2級、調理検定2級、被服検定2級、伊賀流忍術検定1級

## 人物・エピソード
- アニメが好きで、『名探偵コナン』、『忍たま乱太郎』、『サザエさん』、『ちびまる子ちゃん』『クレヨンしんちゃん』は毎週録画している。
- 五社英雄作品が好き。
- 普通自動車免許を持っている。
- 姉、兄がいる。

## 出演

### テレビドラマ
- しんがり 山一證券 最後の聖戦（2015年、WOWOW）
- こえ恋（2016年、テレビ東京） - 渡辺ゆりか 役
- HOPE〜期待ゼロの新入社員〜（2016年、フジテレビ）
- 侠飯〜おとこめし〜（2016年、テレビ東京）
- 踊る大空港（2016年9月、ネスレシアター） - CA 役
- ドクターX〜外科医・大門未知子〜（2016年、テレビ朝日） - 受付嬢 役
- レンタル救世主（2016年、日本テレビ） - モデル 役
- 大貧乏（2017年、フジテレビ） - 雑誌モデル 役
- 野武士のグルメ（2017年、Netflix） - タイムトラベラー 役
- 人は見た目が100パーセント（2017年、フジテレビ）

### 映画
- 青春ディスカバリーフィルム〜なんだって青春編〜短編映画「ボクの人間的欠陥」（2016年）
- 本当にあった投稿闇映像DEEP7（2016年） - 取材班出演
- 覆面系ノイズ（2017年） - アーティスト 役

### 舞台
- ひまわり畑と提灯とアイツ（2015年10月） - ヒロイン 役
- キャンパスナイトスクープ（2016年1月） - 純子 役
- 幕末異聞 人斬りの恋（2016年5月） - お袖 役

### バラエティ
- 好きか嫌いか言う時間（2016年10月17日、TBSテレビ） - 「バリキャリVSゆとりOL」元舞妓として出演
- 志村&鶴瓶のあぶない交遊録2017年新春（2017年1月2日、テレビ朝日）
- 行列のできる法律相談所（日本テレビ）
  - 天海祐希再現VTR
  - 「怒られましたSP」飯豊まりえ再現VTR
  - 山本彩再現VTR - 渡辺美優紀 役
  - 山崎樹範再現VTR
- ソレダメ!〜あなたの常識は非常識!?〜（テレビ東京） - 再現VTR
- オンナの噂研究所 #299（BeeTV）

### CM
- 三井不動産 ※Web
- ダイヤモンドシライシ
- 動物戦隊ジュウオウジャー 「ジュウオウシューター」 ガシャポンチャンネル(5) - お姉さん 役[1]
- 動物戦隊ジュウオウジャー 「ジュウオウシューター」 ガシャポンチャンネル(6) - お姉さん 役[2]。
- O社クリスマス（2016年）
- Nicon（2016年） ※Web / 店頭
- 東洋紡オリエステル折り紙（2017年）
- ガリバー（2017年） ※Web
- SNOW（2017年） ※Web
- アースミュージックアンドエコロジー（2017年）
- NTTテクノクロス（2017年）
- Poiboy（2017年） ※Web

### モデル
- アパレルブランド「rough」モデル
- 羽田国際空港パンフレット
- 「卑弥呼」モデル
- 医療写真集
- 私立医学部対策本2017
- ETUDE HOUSE
- 8K VP
- カバーマーク
- 東武ホテルレバント東京 模擬挙式モデル

### その他
- PS Vita「UPPERS」気分爽快　モテモテ×サイキョー　水着ガールズ
- 後姿美人（2016年5月）
- 第13回武市昌子杯振袖・留袖・花嫁着付技術選手権モデル（2016年11月22日）
- DMM.ywll　タレント部門（2016年9月〜開始）
- ボイスドラマCD「日本民話シリーズ土佐のカツオ姫」カツオ姫CV
- 『イオン　Jリーグサポーター』就任
  - 4/16山梨放送「山梨スピリッツ」生放送出演
  - イオンモール甲府昭和「山梨スピリッツ」presentsヴァンフォーレ甲府トークライブ出演
  - 4/21東京MX「F.C.TOKYO魂!」出演
  - イオンモール葛西「F.C.TOKYO魂!」presents阿部吉朗トークショー出演
  - 5/28千葉テレビ「WIN BY ALL!」出演
  - イオンスタイル鎌取「WIN BY ALL!」presentsジェフユナイテッド市原・千葉トークライブ出演
- 『新生!ミニスカポリス』(18代目ミニスカポリス)活動開始（2017年6月7日～2017年10月、2019年7月28日～2020年11月）
  - 超アキバジャンボリー@秋葉原P.A.R.M.S 毎週水曜日
  - ニコジョッキー
- 横浜スパークリングトワイライト2017 - MC